# IJslandvaardershuisje Nys-Vermoote
Het IJslandvaardershuisje Nys-Vermoote is een klein vissershuis dat werd gebouwd rond 1855. Het vissershuis dankt zijn naam aan de oorspronkelijke bewoners. Het bevindt zich in Koksijde (Tulpenlaan 46), pal achter de moderne Onze-Lieve-Vrouw-ter-Duinenkerk. Tegenwoordig is het een klein museum over de Koksijdse geschiedenis, dat opende op 1 juli 2011.
Carolus Nys en Isidoor Vermoote, vissers van beroep, maar ook grootvader en oom van de striptekenaar Jef Nys, waren de oorspronkelijke bewoners van deze woning. Jef Nys kwam hier vaak op bezoek en heeft het huisje afgebeeld in zijn stripverhaal De mandoline van Caroline. Dit was hoogst uitzonderlijk: Nys gebruikte bijna nooit bestaande locaties in zijn strips.

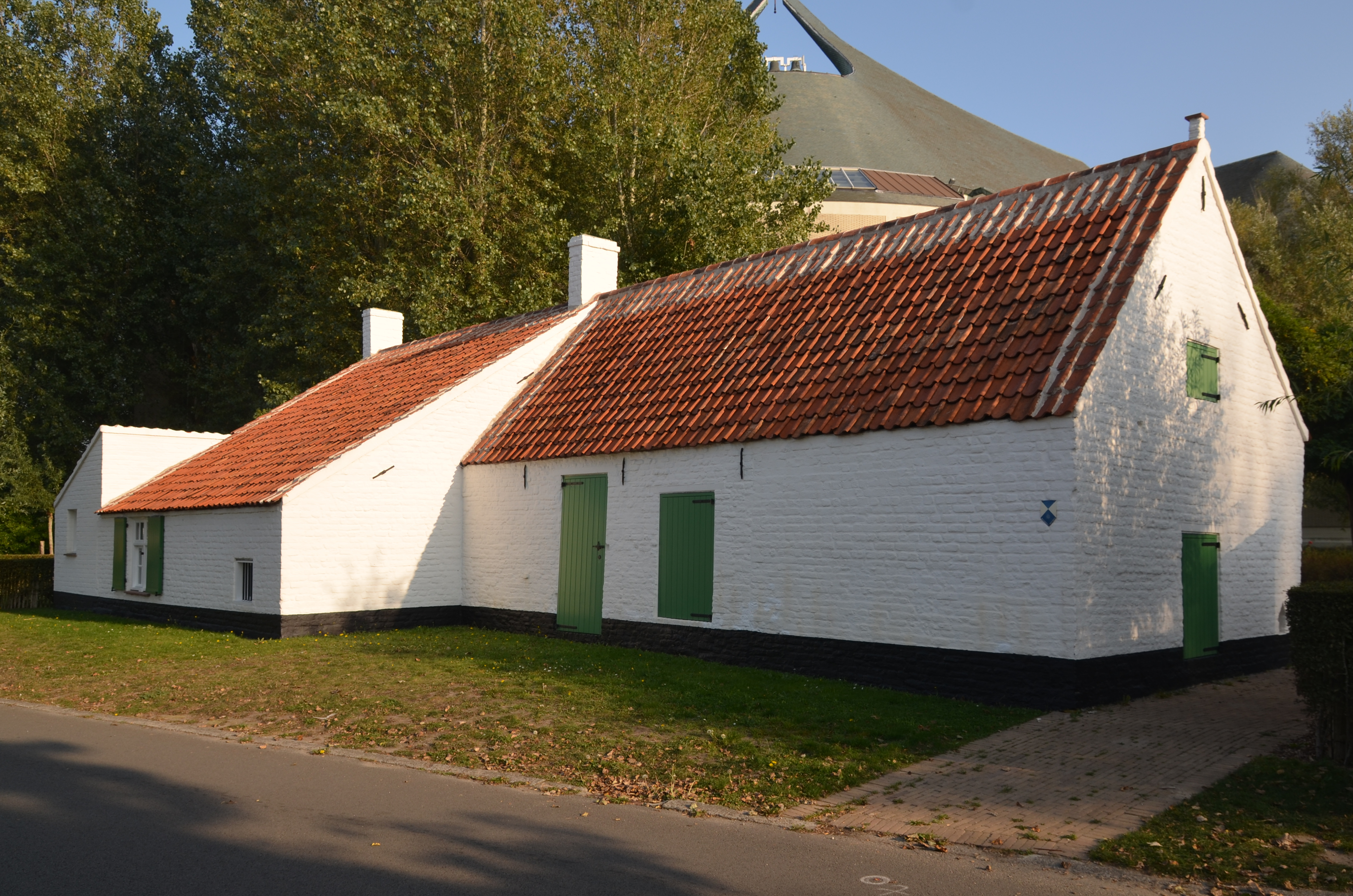
Aanzicht vanaf de Tulpenlaan (noorden).
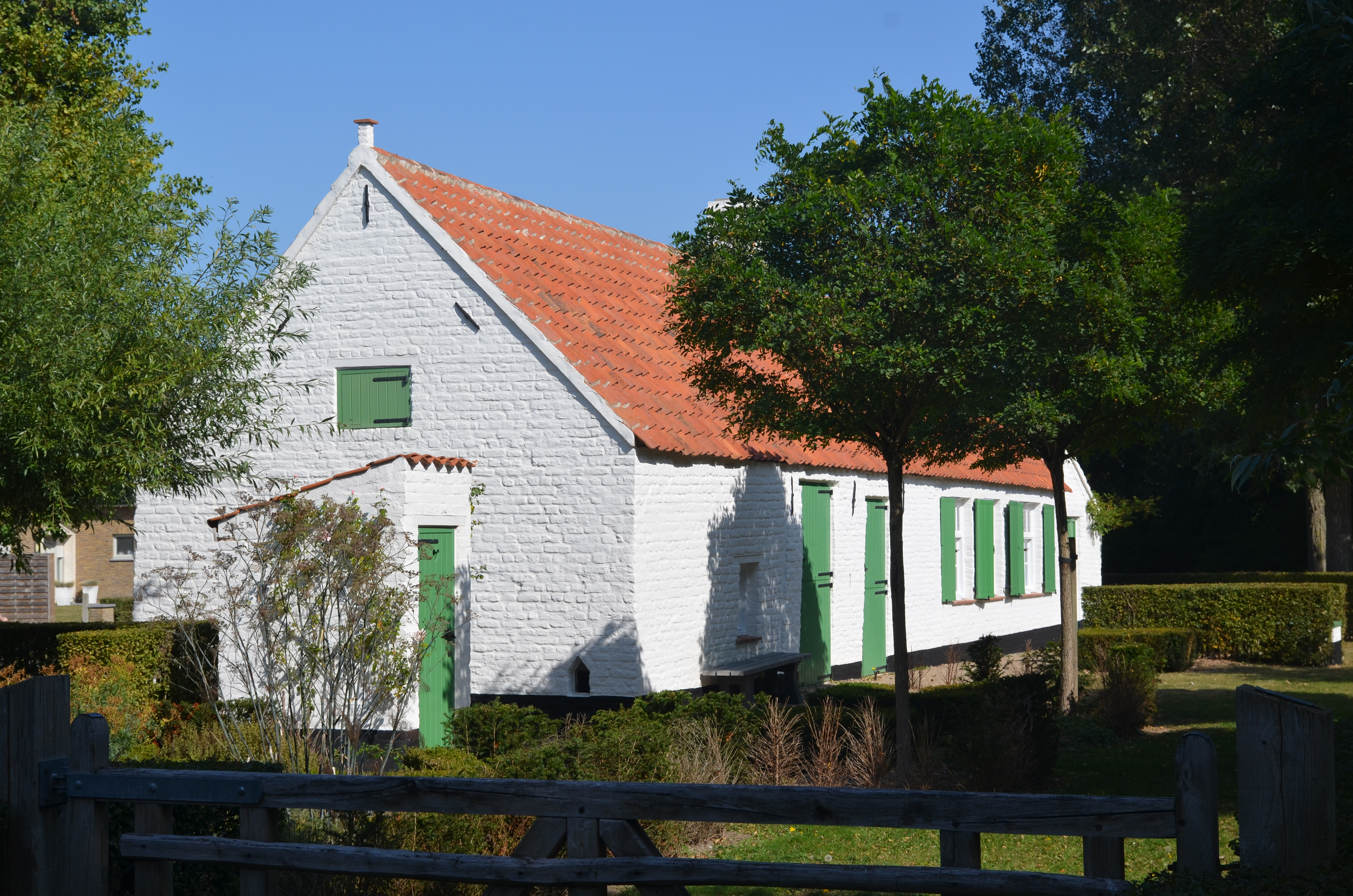
Aanzicht vanaf de Anjelierenlaan (westen).
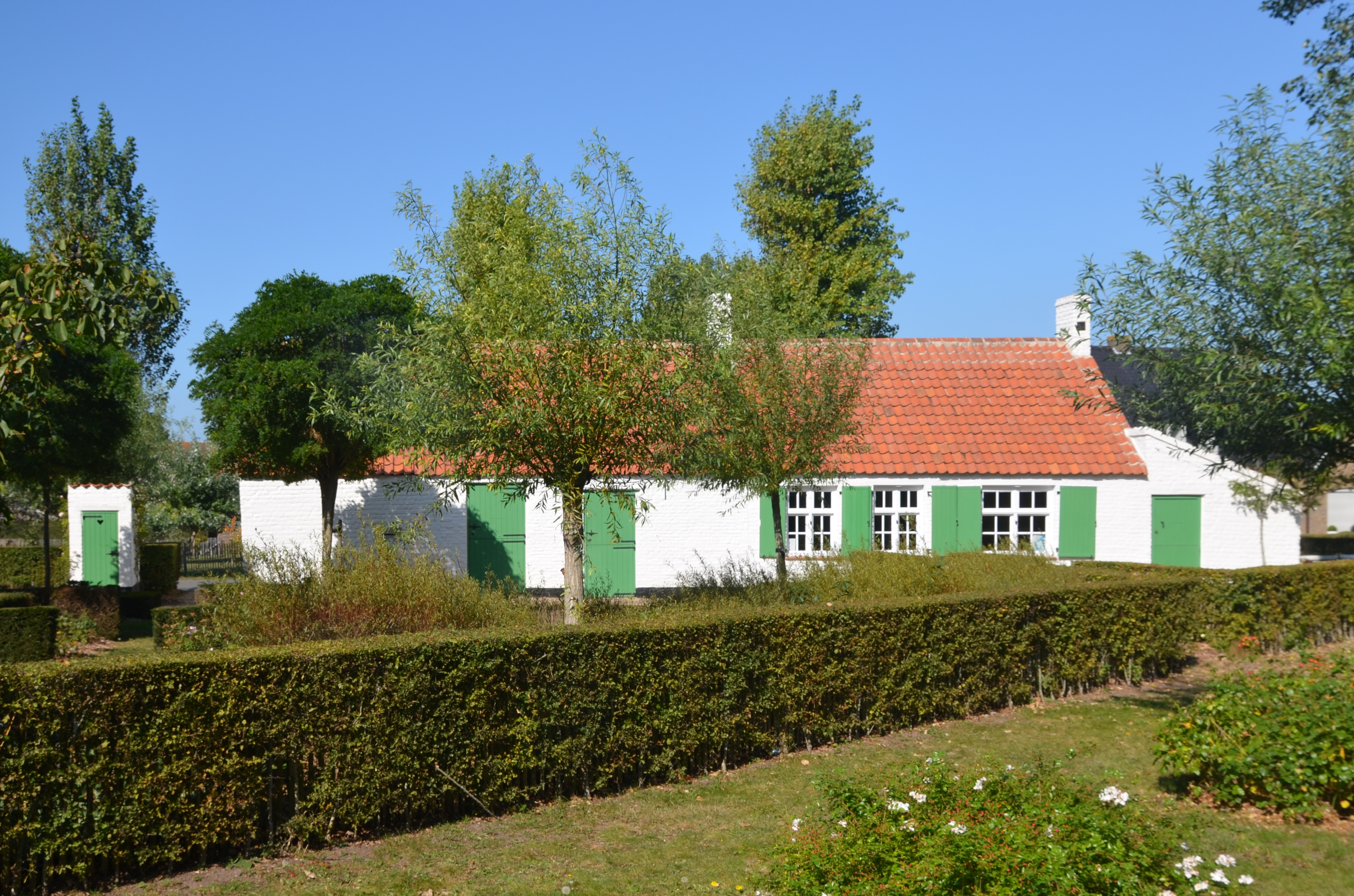
Aanzicht vanaf het zuiden.
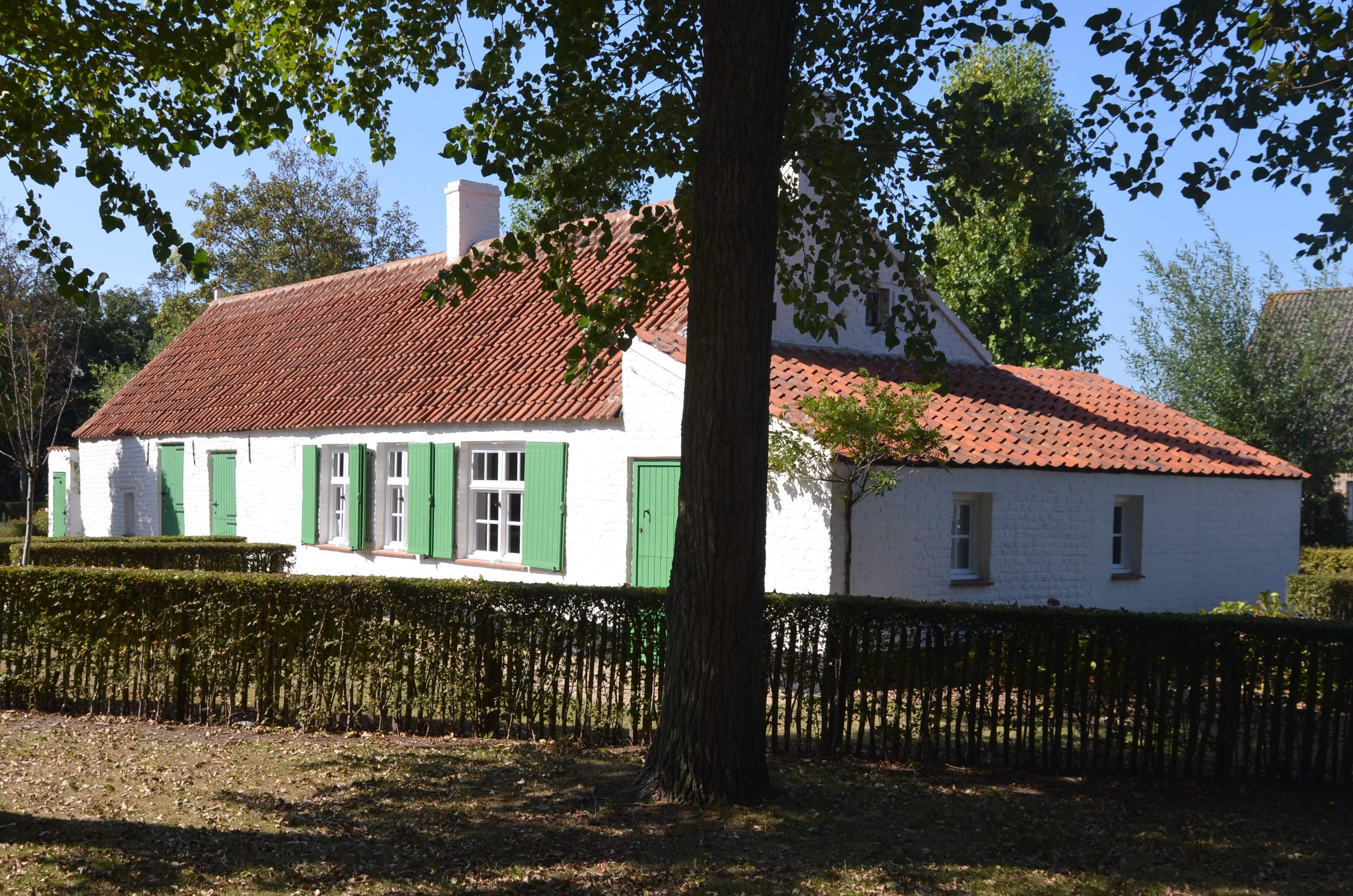
Aanzicht vanaf het oosten.